# NGC 4391
NGC 4391 ist eine Elliptische Galaxie vom Hubble-Typ E/S0 im Sternbild Drache am Nordsternhimmel. Sie ist schätzungsweise 64 Millionen Lichtjahre von der Milchstraße entfernt und hat einen Durchmesser von etwa 20.000 Lichtjahren.

Im selben Himmelsareal befindet sich u. a. die Galaxie NGC 4441.
Das Objekt wurde am 20. März 1790 von Wilhelm Herschel entdeckt.